# Chez.com
 (décembre 2017).
Si vous disposez d'ouvrages ou d'articles de référence ou si vous connaissez des sites web de qualité traitant du thème abordé ici, merci de compléter l'article en donnant les références utiles à sa vérifiabilité et en les liant à la section « Notes et références ».
Chez.com est un hébergeur francophone de pages internet personnelles qui doit son relatif renom au fait qu'il ait été l'un des premiers en France à proposer ce très populaire type de service.

## Historique
La société Telestore, présidée par Pierre-François Grimaldi, lance Chez.com en 1997. Après Mygale.org devenu Multimania et iFrance, ce site est alors l'un des premiers en France à proposer un hébergement gratuit de pages personnelles couplé à un service de courriel.
En 2000, au moment de la Bulle Internet, le site est repris par Liberty Surf qui sera à son tour racheté par Tiscali devenu Alice. Il est alors intégré aux portails de ces deux derniers fournisseurs d'accès. En 2008, alors qu'Alice a été cédée à Free, le site réapparaît sous son nom originel.

## Évolution de l'identité

Logo originel 1997-1998
Logo « historique » 1998-2000
Liberty Surf pages « perso » 2000-2001
Tiscali pages « perso » 2001-2005
Alice pages « perso » 2005-2008
Chez.com après passage à Free 2008